# Black Smoke Rising
Albums de Greta Van Fleet
From the Fires
(2017)
Black Smoke Rising est le premier extended play du groupe de rock américain Greta Van Fleet, sorti en 2017, sous le label Republic.

## Liste des chansons
1. Highway Tune (3:01)
2. Safari Song (3:56)
3. Flower Power (5:13)
4. Black Smoke Rising (4:21)